# Stereografische cilinderprojectie
Een stereografische cilinderprojectie is een kaartprojectie uitgaande van een punt op de evenaar diametraal tegenover het projectievlak, een denkbeeldige om de globe gewikkelde cilindermantel. Het resultaat is een kaart die noch hoekgetrouw noch oppervlaktegetrouw is, behalve op de evenaar.
Voorbeelden van stereografische cilinderprojecties zijn die van Carl Braun (cilinder raakt aan de evenaar) en van James Gall (cilinder snijdt de 45°-parallellen).
Gegeven de geografische breedte {\displaystyle \beta \,} en lengte {\displaystyle \lambda \,} wordt de projectie gegeven door:
{\displaystyle x\,=\lambda }
{\displaystyle y\,={\frac {2\sin \beta }{1+\cos \beta }}=2\tan {\frac {\beta }{2}}}